# Unité urbaine d'Aixe-sur-Vienne
L'unité urbaine d'Aixe-sur-Vienne est une agglomération française centrée sur la commune d'Aixe-sur-Vienne, dans la Haute-Vienne. Composée de 2 communes, elle comptait 7 443 habitants en 2014.

## Composition selon la délimitation de 2010
L'unité urbaine d'Aixe-sur-Vienne est composée des deux communes suivantes :
| Nom                    | Code Insee | Statut | Superficie (km2) | Population (dernière pop. légale) | Densité (hab./km2) |
| ---------------------- | ---------- | ------ | ---------------- | --------------------------------- | ------------------ |
| Aixe-sur-Vienne        | 87001      |        | 22,85            | 5 771 (2014)                      | 253                |
| Saint-Priest-sous-Aixe | 87177      |        | 23,15            | 1 672 (2014)                      | 72                 |

## Évolution démographique
| 1968  | 1975  | 1982  | 1990  | 1999  | 2009  | 2014  |
| ----- | ----- | ----- | ----- | ----- | ----- | ----- |
| 4 980 | 5 781 | 6 734 | 6 958 | 6 939 | 7 046 | 7 443 |

## Pour approfondir